# Patrik Poulíček
Patrik Poulíček (*10. června 1993, Havlíčkův Brod) je český hokejový útočník, který v současnost působí v HC Dynamo Pardubice.

## Hráčská kariéra
Poulíček začal s hokejem v Pelhřimově a v dorosteneckém věku zamířil do Pardubic, kde se usadil a s výjimkou hostování v nižších soutěžích nikdy nepůsobil v jiných klubech. Extraligu hrál dosud pouze za Dynamo, kde má v současnosti smlouvu do roku 2027 a je zástupcem kapitána.